# Шамхальское восстание (1831)
Шамхальское восстание (1831) — крупное восстание жителей Тарковского шамхальства и Мехтулинского ханства в поддержку Северо-Кавказского имамата. Отличалось всеобщим и народным характером. Одновременно с волнениями в шамхальстве развернулось в крупное восстание на Кумыкской плоскости. Оба восстания были подавлены войсками Российской империи.

## Предыстория

### Тарковское шамхальство в конце XVIII — начале XIX века
Кумыкское феодальное владение Тарковское шамхальство практически всю свою историю вело политику лавирования между тремя соседними державами — Россией, Ираном и Османской империей, пытаясь не допустить усиления какой-нибудь из них в регионе. Однако постепенный упадок Ирана и Османской империи нарушил баланс в регионе в пользу Российской империи. В 1725 году за попытку уничтожения русской крепости во владениях шамхала шамхальство было подвергнуто разгрому и было упразднено (восстановлено в 1730-х годах). Российская империя во второй половине XIX века[уточнить] активизировала свою политику в Дагестане. На шамхальский трон был возведён Муртузали, потомки которого (Шамхалы Мехти II и Сулейман-паша Тарковский) проводили последовательную пророссийскую политику. Недовольство последней, усиление феодального гнёта, а также возмущение законных наследников шамхальского трона — бойнакской ветви шамхалов, приводили к многочисленным антирусским выступлениям в государстве. Уздени шамхальства активно участвовали в Дагестанском восстании 1818—1819 годов, а в скором времени произошло восстание в самом шамхальстве 1823 года, которое возглавил претендент на трон Умалат-бек Буйнакский.

### Подготовка к восстанию
Обстановка в шамхальстве в 20-х годах оставалась крайне напряжённой. Шамхал Тарковский Мехти II был крайне не популярен среди своих подданных. Выступления в аулах подавлялись с использованием русских отрядов. В конце 20-х годов в горной части Дагестана начало крепнуть учение мюридизм, пропагандируемое Гази-Мухаммадом. В шамхальстве создавались общества шихов, проповедующее возвращение жителей к шариату. В скором времени, Гази-Мухаммад встретился с шамхалом. Произведя на последнего сильное впечатление, будущий имам получил разрешение на проповедь шариата. Ему подчинились аулы Большие и Малые Казанищи, Эрпели и Каранай. По некоторым сведениям, бо́льшая часть шамхальских жителей уже было настроено идти за Гази-Мухаммадом. Младший сын Мехти II Абу-Муслим стал его учеником и попытался поднять бунт против своего старшего брата Сулейман-паши, который не поддерживал действия имама и просил его не вторгаться в пределы шамхальства. Выступление было быстро подавлено русскими отрядами, братья были вынуждены примириться, а часть шамхальских кумыков бежало в горы, пополнив отряды Гази-Мухаммада, шедшие на Хунзах. Поражение в этой кампании не стало препятствием для похода в шамхальство.

## Восстание
Имам Гази-Мухаммад построил крепость на окраинах шамхальского владения — в Агачкале (в русских источниках — Чумкескенте), призывая к восстанию шамхальские аулы и пополняя отряды шамхальцами. Русские войска дважды пытались выбить мюридов из крепости, но потерпели неудачу. Жители шамхальских аулов Шуры, Эрпели, Каранай, Параул, Казанище значительно пополнили армию Имама, которые заняли аул Атлы-Боюн. Русские войска под командованием Таубе атаковали Атлы-Боюн и потерпели чувствительное поражение, разнесшее молву о Гази-Мухаммаде на весь Кавказ, что вызвало поголовное восстание всех аулов в шамхальстве.
25 мая Гази-Мухаммад занял Тарки, жители которого перешли на сторону мюридов. Мюриды и восставшие (в атаке участвовали даже таркинские женщины) захватили пороховой погреб крепости Бурной, однако неожиданный взрыв и удачные действия гарнизона не позволили ворваться в крепость. Последующие 3 дня мюриды устроили несколько ожесточённых штурмов, отбитых с помощью артиллерии (у гарнизона имелось 25 орудий). Нападающие несли огромные потери, но, по словам …[уточнить], отчаянные атаки «шамхальцев и чеченцев» не прекращались. 29 мая на помощь Бурной прибыл генерал-майор Каханов с подкреплением. После 12-часового боя Гази-Мухаммад был разгромлен, а Тарки были преданы огню. Каханов писал

Хотя бунтовщик Кази-мулла и разбит, но не оставляет вредных своих замыслов против нашего правительства в Дагестане, и все горские народы к Дербенту заражены его злыми поучениями истреблять русских.
В начале июня восстали также Кайтаг и Табасаран, Мехтулинские аулы, аулы Бойнаки другие. Русские подкрепления, шедшие с юга, вынуждены были пробиваться на север с боями. Имам ушёл на Кумыкскую плоскость, дабы поддержать вспыхнувшее там восстание. Генерал-майор Каханов ограничивался частными операциями: был сожжён аул Шура, Кафыр-Кумык, разведаны позиции мюридов в Чумкескенте и Эрпели. 1 июля 1831 года карательные отряды взяли Карабудахкент, Губден и Бойнак. Гази-Мухаммад оставил в шамхальстве Умалат-бека Буйнакского (предводителя восстания в шамхальстве 1823 года). Последний до того стеснил не только шамхала, но даже и крепость Бурную своими разъездами и пикетами, что гарнизон лишился возможности выпускать на пастьбу скот, добывать себе дрова, перевозить провиант с берега моря и, наконец, показываться непосредственно за стенами крепости.

Благодаря усердию Умалата, он стяжал успех на другом поле: этот преданный мюрид навербовал ему вновь массу сподвижников в Эрпели, Казанище и в других враждебных — а может быть и не враждебных доселе — нам деревнях шамхальства и намеревался даже проникнуть для этой цели к Ахмет-хану в Дженгутай.
В августе Гази-Мухаммад атаковал Дербент, но русский гарнизон при поддержке жителей города отбил нападение.

## Конец восстания
Назначение имамом Гази-Мухаммадом шамхалов, а также попытка вовлечь в восстание крупных феодалов, возмущало кумыкских узденей как на Кумыкской плоскости, так и в шамхальстве. Непростыми были отношения восставших с мюридами-горцами, которые позволяли себе грабить некоторые равнинные аулы. Кроме того, среди восставших кумыков начался голод. Все эти факторы привели к тому, что некоторые кумыкские аулы начали отходить от восстания. Тем не менее, Гази-Мухаммад вместе с Умалат-беком держался в Чумкескенте и Эрпели.
22 октября 1831 года Умалат-бек Буйнакский, вновь собрав на территории шамхальства 10 тыс. повстанцев, укрепился в Эрпели. Начальник штаба Отдельного Кавказского корпуса Н. П. Панкратьев, подавивший восстание в Кайтаге и Табасаране, атаковал аул с 2,5 тыс. человек пехоты, 1,5 тыс. человек кавалерии при подавляющем превосходстве над восставшими в артиллерии (12 орудий). После двухчасового боя повстанцы были разбиты, а аул сожжён.
Русские войска подошли к Чумкескенту. Первая атака, произведённая 24 ноября, была неудачной, однако 1 декабря 1831 года мюриды были выбиты из укреплений. Восстание в шамхальстве было окончательно подавлено.